# József Marjai
József Marjai (* 18. Dezember 1923 in Budapest; † vor oder am 7. Mai 2014 ebenda) war ein ungarischer Diplomat und Politiker der Ungarischen Kommunistischen Partei, der Partei der Ungarischen Werktätigen sowie später der Ungarischen Sozialistischen Arbeiterpartei, der Botschafter in mehreren Ländern sowie zuletzt von 1978 bis 1988 stellvertretender Vorsitzender des Ministerrates war.

## Leben

### Zweiter Weltkrieg, Kriegsgefangenschaft und Botschafter
Marjai, Sohn eines Straßenbahnschaffners, engagierte sich bereits während seiner Schulzeit in der Arbeiterbewegung und schloss seine schulische Ausbildung 1941 an einer Höheren Handelsschule ab. Anschließend arbeitete er zunächst als Angestellter und wurde 1943 Mitglied der Ungarischen Kommunistischen Partei, ehe er während des Zweiten Weltkrieges 1944 zur Mitarbeit in den Donau-Flugzeugwerken (Dunai Repülőgépgyár) verpflichtet wurde. 1945 geriet er sowjetische Kriegsgefangenschaft.
Nach seiner Rückkehr aus der Kriegsgefangenschaft wurde Marjai 1947 Beamter im Ministerium für Handel und Kooperativen, ehe er 1948 als Diplomat in den auswärtigen Dienst wechselte. Nach verschiedenen Verwendungen wurde er 1953 Leiter der Protokoll-Abteilung des Außenministeriums und war danach zwischen 1955 und 1956 Leiter der Politischen Abteilung des Außenministeriums. Nach dem ungarischen Volksaufstand 1956 wurde er zunächst Botschafter in der Schweiz. Während dieser Zeit kam es am 16. August 1958 zu einem Überfall auf die ungarische Botschaft, der für einen Eindringling tödlich endete. Kurz vor 10 Uhr betraten die Ungarnflüchtlinge Sandor Nagy und Endre Papp die ungarische Botschaft unter dem Vorwand, sie wollten Papiere für die Rückreise in die Heimat. Im Gebäude zogen sie ihre Pistolen und forderten vom Botschafter, er solle ihnen Dokumente des berüchtigten Geheimdienstes AVO aushändigen. Einen Plan für ihre Flucht hatten die beiden nicht, auch wussten sie offenbar nicht, was sie in der Botschaft erwartete: Die Mitarbeiter der Botschaft waren ebenfalls bewaffnet. Wer den tödlichen Schuss auf Nagy abgab, ist bis heute unklar. Möglicherweise war es ein Mitarbeiter, möglicherweise auch Marjai selbst.
Anschließend war zwischen 1959 und 1963 Botschafter in der Tschechoslowakei. Nach einer dreijährigen Verwendung im Außenministerium war er von 1966 bis 1970 Botschafter in der Sozialistischen Föderativen Republik Jugoslawien (SFRJ).
1970 wurde Marjai Vize-Außenminister sowie anschließend von 1973 bis 1976 Staatssekretär im Außenministerium und damit engster Mitarbeiter des damaligen Außenministers Frigyes Puja. Nach Beendigung dieser Tätigkeit war er von 1976 bis 1978 Botschafter in der Sowjetunion.

### Vize-Ministerpräsident und Handelsminister
Im April 1978 wurde Marjai, der von 1976 bis Oktober 1989 auch Mitglied des Zentralkomitees (ZK) der MSZMP war, stellvertretender Vorsitzender des Ministerrates und übte diese Funktion mehr als zehn Jahre lang bis Oktober 1988 aus. Daneben war er von 1978 bis 1980 Vorsitzender des Ministerratsausschusses für internationale Wirtschaftsbeziehungen sowie Mitglied des Wirtschaftspolitischen Ausschusses der MSZMP. In diesen Funktionen spielte er eine führende Rolle, als Ungarn im Mai 1982 zunächst dem Internationalen Währungsfonds (IWF) und im Juli 1982 auch der Weltbank beitrat.
In der von Ministerpräsident Károly Grósz gebildeten Regierung war er zwischen Dezember 1987 und Oktober 1988 zugleich Handelsminister. 1988 wurde er mit dem Verdienstkreuz der Ungarischen Volksrepublik ausgezeichnet und zog sich aus dem politischen Leben zurück.
Als ihn 2006 Staatspräsident László Sólyom mit dem Ungarischen Verdienstorden in einer gemeinsamen Festveranstaltung zusammen mit dem angesehenen Wasserbauingenieur Emil Mosonyi, dem der Széchenyi-Preis verliehen wurde, und dem renommierten Banker János Fekete auszeichnete, gab es anfangs öffentliche Kritik.